# Cathédrale Saint-Alexandre-Nevski de Nijni Novgorod
Cette  cathédrale n’est pas la seule cathédrale Saint-Alexandre-Nevski.
La cathédrale Saint-Alexandre-Nevski  (en russe : Собор Святого Александра Невского) est une cathédrale orthodoxe russe situé à Nijni Novgorod. La cathédrale est située sur l'ancien territoire de la foire de Nijni Novgorod. C'est l'un des symboles non officiels de la ville, avec la tour Dmitrovskaïa du Kremlin, l'escalier Tchkalov et la foire.
La construction de la cathédrale a commencé le 18 août 1868 et a duré treize ans, les travaux intérieurs se sont poursuivis jusqu'en 1881. Le 20 juillet 1881, la cathédrale est terminée et fut solennellement consacrée en présence de l'empereur Alexandre III, de sa femme Maria Feodorovna et du tsarévitch Nicolas. Sa hauteur est de 87 mètres (3 425,2 pouces).
La station de métro la plus proche est Strelka. Elle se trouve dans l'arrondissement de Kanavino.

## L'histoire

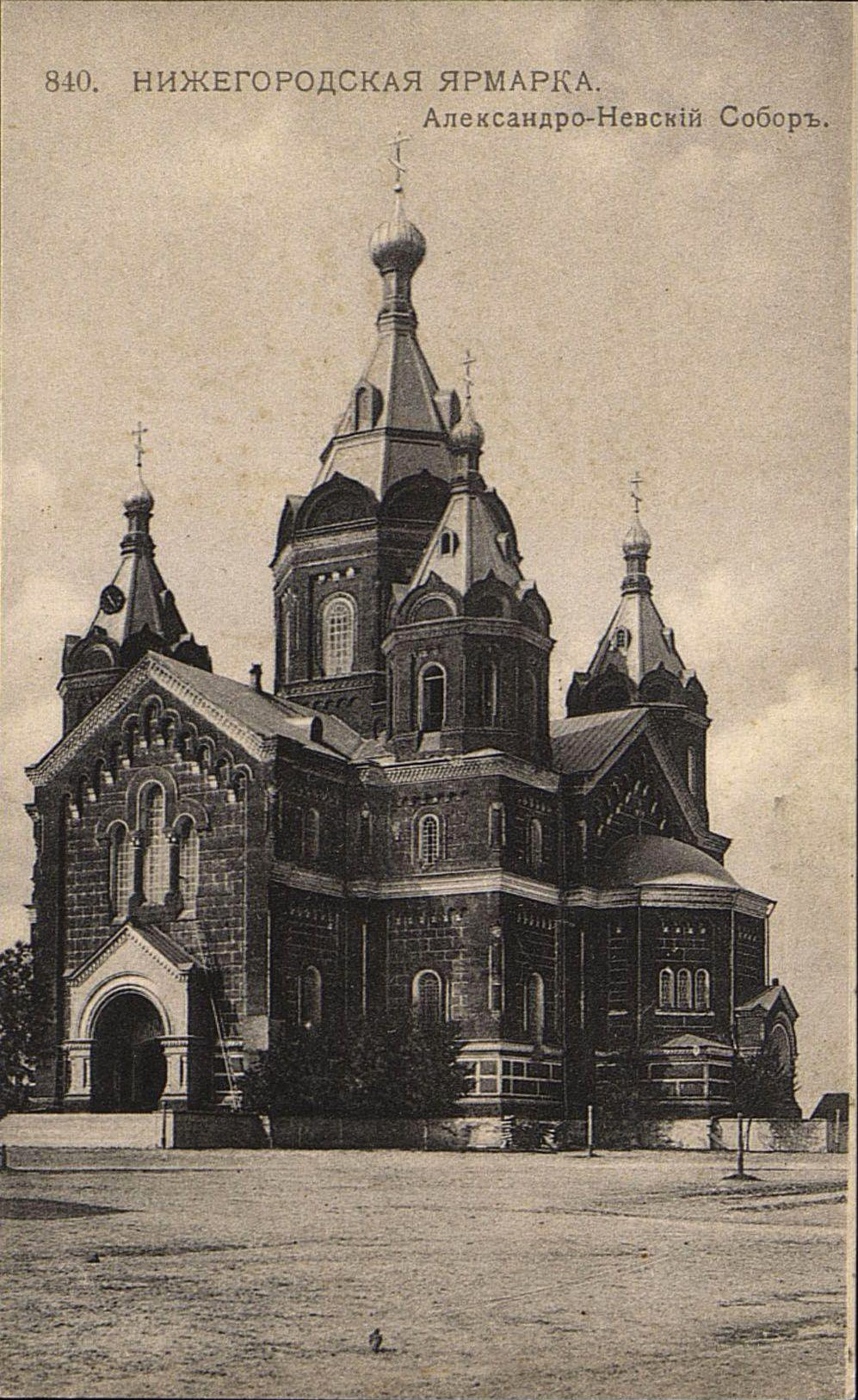
La Cathédrale Alexandre Nevski. Au début du XXe siècle

### Empire russe
En 1856, les marchands décidaient de construire une nouvelle cathédrale orthodoxe en souvenir de la visite de la foire par l'empereur Alexandre II. Ils ont adressé leur demande à l'évêque Antoine et au gouverneur A. Mouraviov. Des dons ont été collectés. Les fonds nécessaires, 454,667 roubles et 28 kopecks, ont été levés sur dix ans (en 1866). Le 8 septembre 1864, la pierre angulaire de la  future cathédrale fut bénie. En 1864, le projet de l'architecte Robert Kilevain était prêt. Il dut être refait en raison de la solidité insuffisante de la cathédrale. Ensuite, il est apparu que les fonds disponibles ne suffisait 'il n'y avait pas. Un nouveau projet, proposé par le jeune architecte Lev Dahl, n'a pas non plus été approuvé.
Le 18 novembre 1865, le projet de la.cathédrale a finalement été approuvé par le gouvernement. Sa paternité exacte n'est toujours pas établie. En 1866, Lev Dahl est revenu à Nijni Novgorod depuis l'étranger et a finalisé le projet.
Le 15 septembre 1867, un comité de construction est formé, et le 11 août 1868, approuve la construction de cathédrale sur la Strelka. La construction de la cathédrale a commencé le 18 août 1868 et a duré treize ans. Les travaux intérieurs se sont poursuivis jusqu'en 1881. La cathédrale a été construite sans la base habituelle de pile et « c'était un bâtiment central centré avec cinq tentes octogonales, une tente centrale de 72,5 mètres de haut[Quoi ?]. Dans la décoration de la façade, des éléments de différents styles architecturaux se combinent. Le plan de la cathédrale a un caractère éclectique. »  Des icônes issues du monastère de Makariev ayant été détruit par un incendie sont rassemblées dans la cathédrale.[pas clair]

### Période soviétique
En 1929, la cathédrale est fermée par les autorités communistes. Des objets de valeur sont saisis. Au cours de l'hiver 1930, selon la décision de la direction de la flottille de Volga, les iconostases et tous les ornements en bois de la cathédrale sont brisés pour en faire du bois de chauffage pour chauffer les maisons de la ville. Cependant, les paroissiens réussissent à sauvegarder plusieurs icônes, y compris l'icône de la Mère de Dieu et la Croix de la Création de la Vie.
À la fin des années 1920, un projet de reconstruction du parc des expositions a été élaboré. Il était prévu de démanteler la cathédrale et de construire un phare avec un monument à Lénine dans ce lieu. Ce projet n'a pas été réalisé, mais à la fin des années 1930, les tentes sur le toit de la cathédrale ont été démantelées. Après, l'ancienne cathédrale a été convertie en entrepôt et en immeuble de logements. De nombreuses salles auxiliaires et divers bureaux ont été ajoutés à la cathédrale. Dans le sous-sol, se trouvaient des entrepôts. Dans les années 1940, il y a eu un incendie qui a détruit l'intérieur du bâtiment. Par la suite, les restes du plâtre intérieur ont complètement été arrachés.
Au cours de la Seconde Guerre mondiale, une batterie antiaérienne a été installée sur le site de la tente centrale de la cathédrale qui a défendu la ville de Gorki (le nom de Nijni Novgorod sous  l'ère soviétique) des raids de la Luftwaffe.
En 1983, la restauration de la cathédrale a commencé. Pendant cette période, des restaurateurs volontaires ont pris une part active aux travaux. En 1989, la restauration des tentes cassées de l'ancienne cathédrale a commencé. En février 1991, la Fraternité de Saint Alexandre Nevski a été créée. Et en juin 1992, la cathédrale a été rendue à l'Église orthodoxe russe. Le 12 septembre 2009, la cathédrale obtient le statut de cathédrale principale, remplaçant ainsi la cathédrale du Sauveur de Nijni Novgorod.

## Galerie

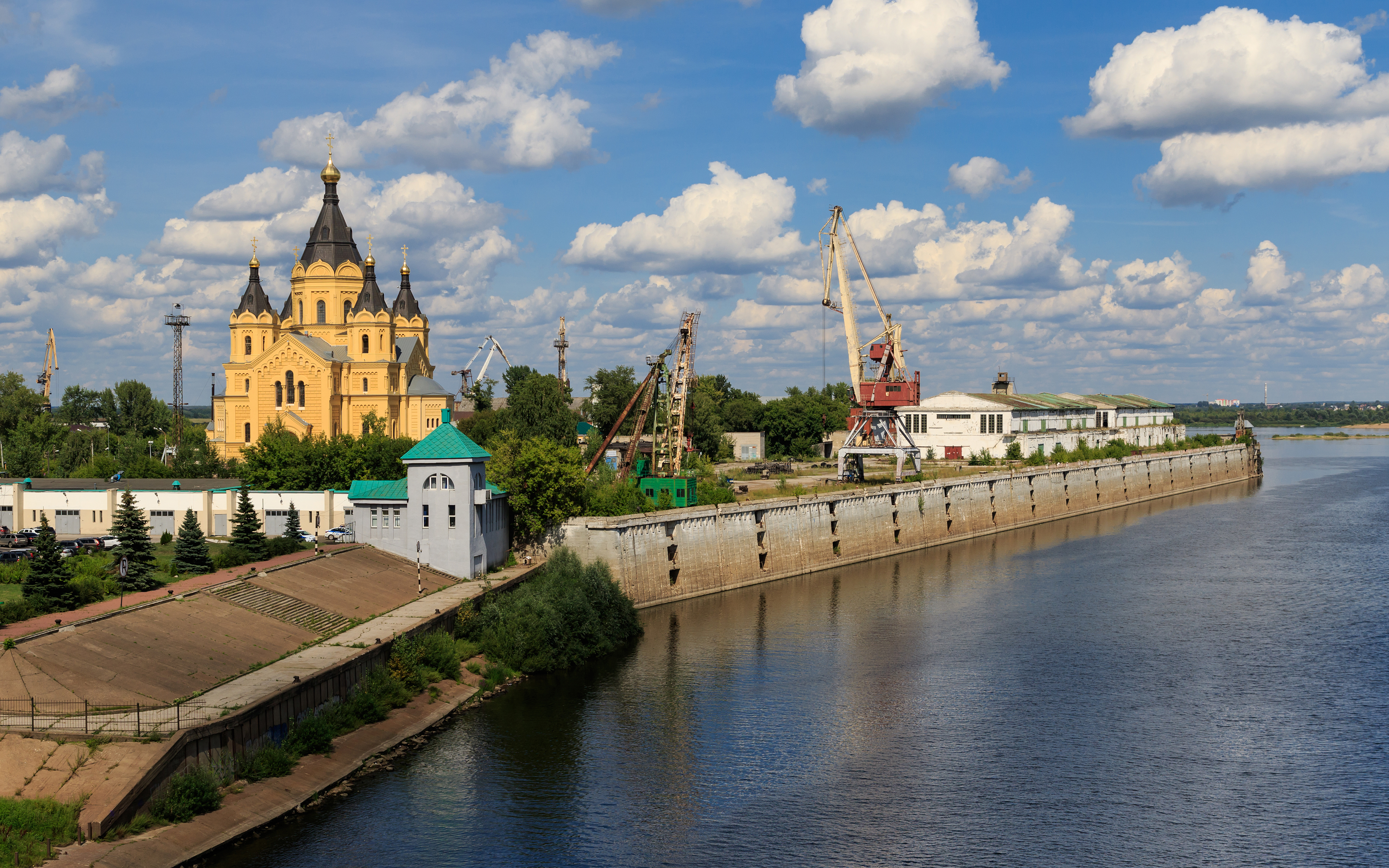
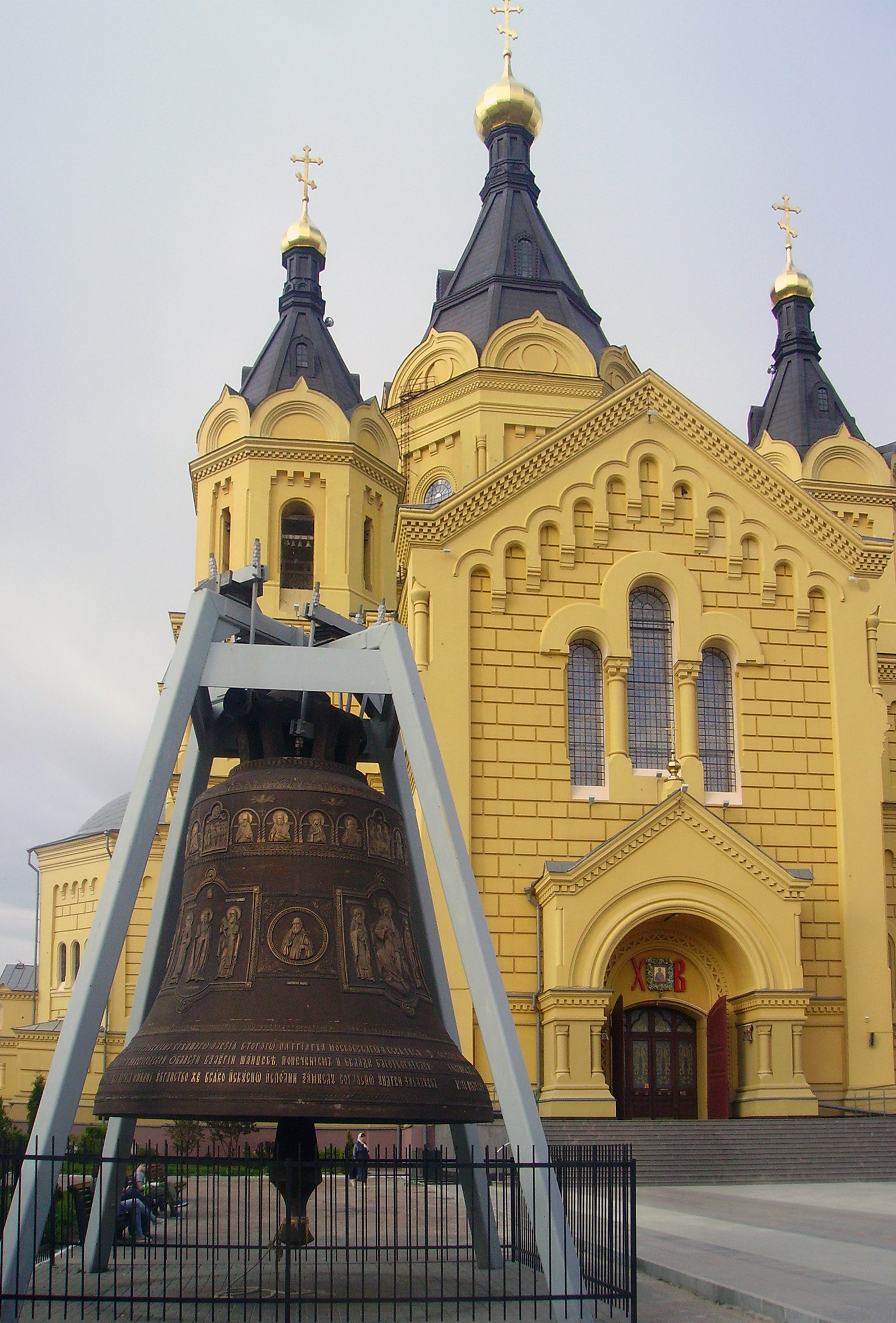
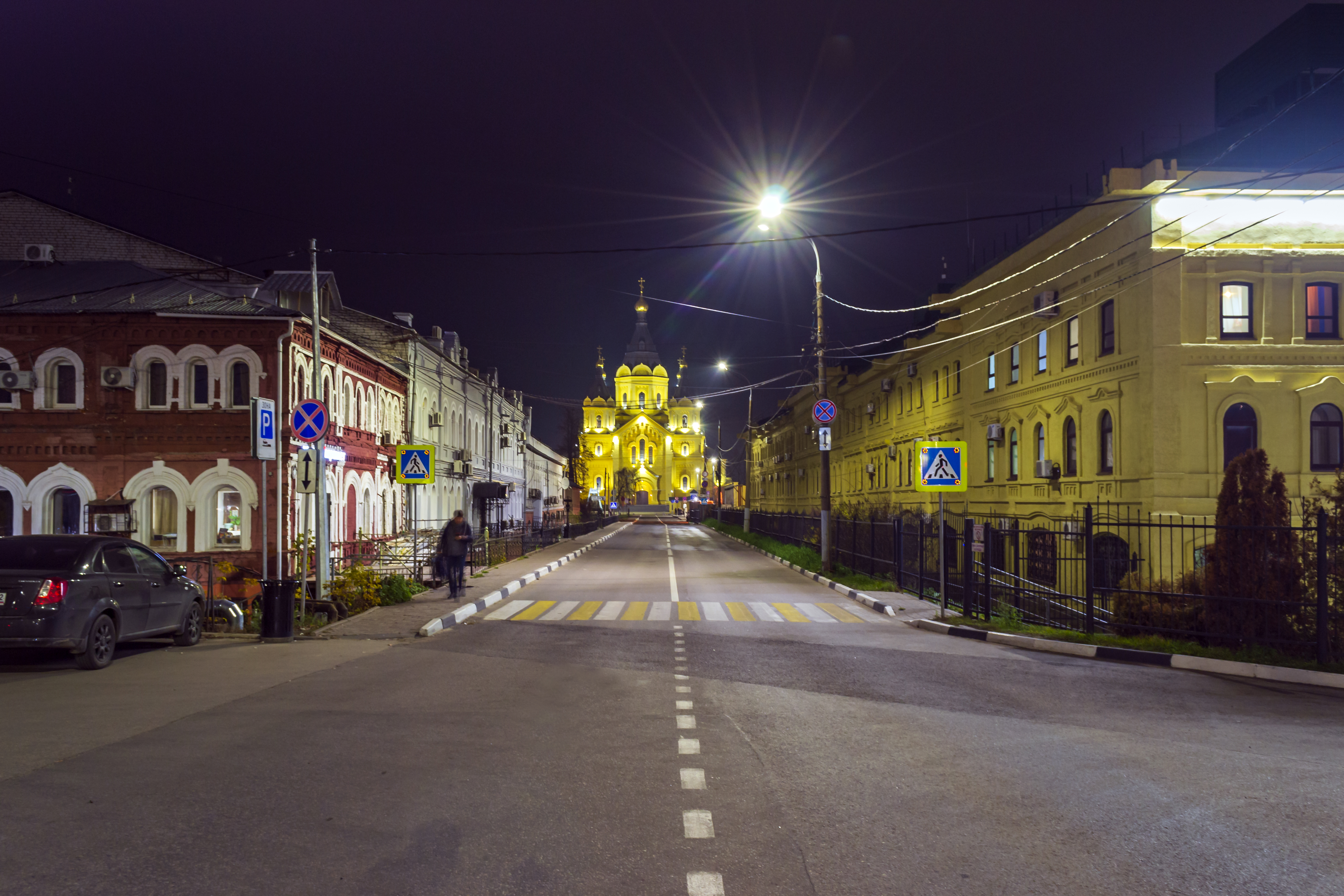
Rue Strelka
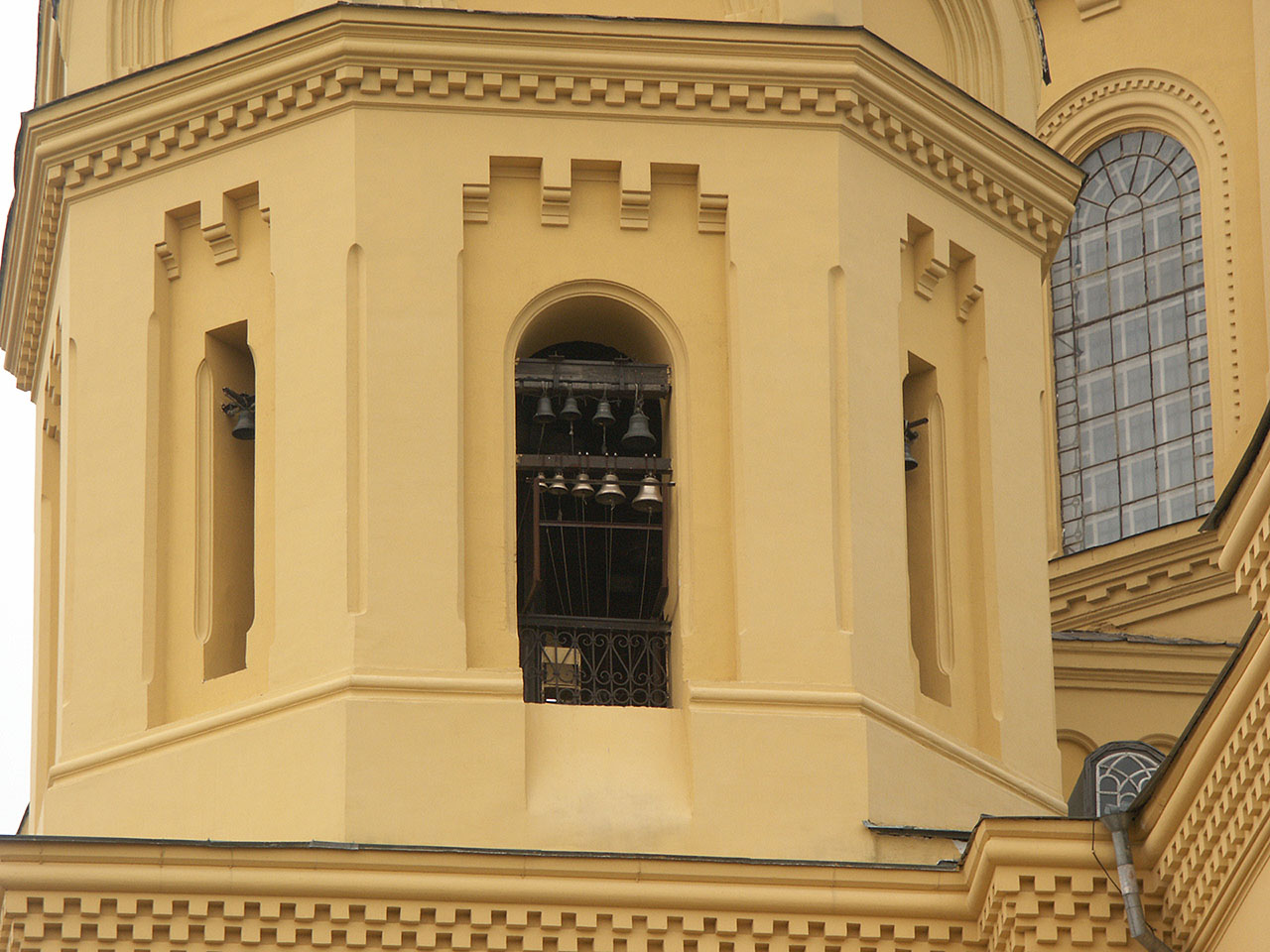
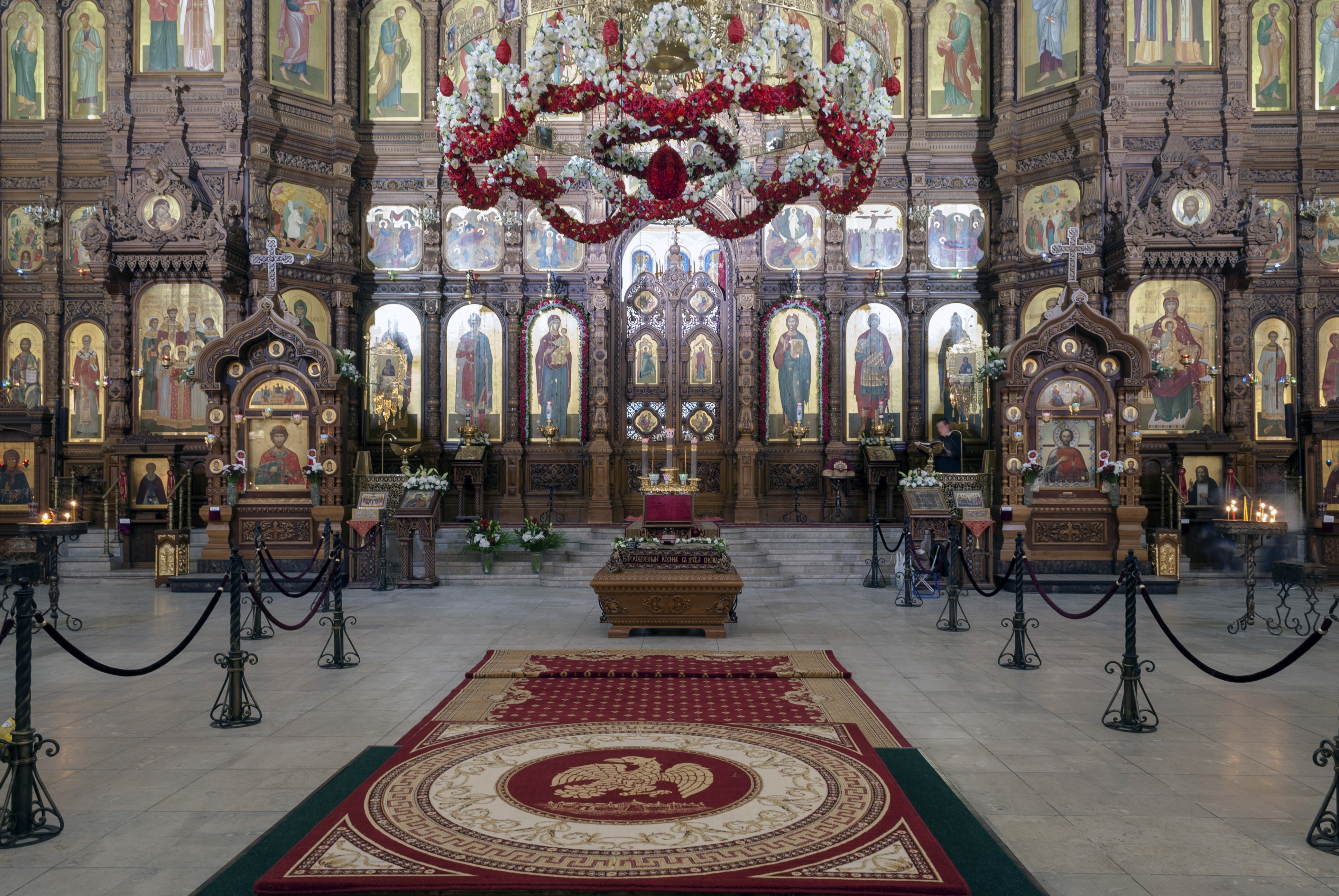
L'iconostase de la cathédrale pour Pâques
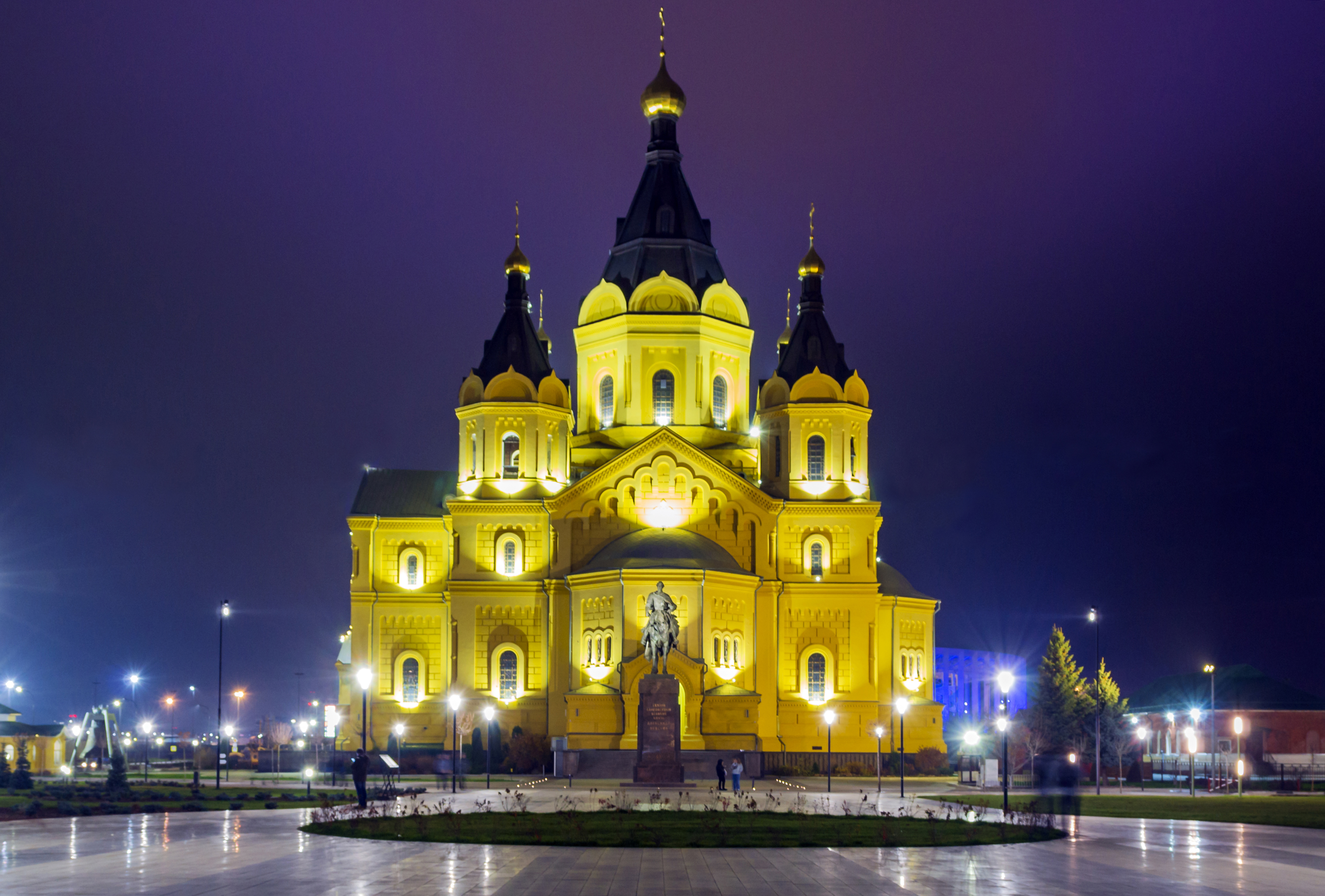
Cathédrale la nuit